# Grève générale de 2024 en Guinée
La grève générale de 2024 est une grève qui s'est déroulée en république de Guinée du 26 au 28 février 2024.
La grève générale de 2024 représente une crise sociopolitique majeure du pays depuis la grève générale de 2007.

## Prélude
D'avril en novembre 2023, le mouvement syndical était en négociation avec le gouvernement guinéen, qui aboutit à une signature d'un accord entre le gouvernement et les enseignants contractuels le 27 octobre 2023 et un accord tripartite le 15 novembre 2023 à 2 h du matin entre le gouvernement Bernard Goumou, les syndicalistes et le patronat qui souffrent d'une application selon les syndicats.
Au même moment, les médias sont en difficulté avec les régulateurs notamment en août 2023, le site d'information Guinéematin est bloqué  sans notification officielle et des manifestations de soutien ont été lancées par la SPPG et alliés pour les libérer. Il s'est ensuivi la fermeture du site d'information le dépêcheguinée.
Les ondes des médias d'audiovisuel sont brouillées et retirées des bouquets Canal+ et de StarTimes notamment FIM Fm ; Djoma TV et FM ; Espace FM et TV.
Les associations de presse se sont insurgées,  à leur tête les patrons de la presse privée et la SPPG dirigée par Sékou Jamal Pendessa qui font appel à la libération des médias et le 24 janvier 2024 lors d'une manifestation appelée par les journalistes déferlement humains sur Conakry, des journalistes sont arrêtés à la maison de la presse guinéenne ainsi que le syndicaliste Sekou Jamal Pendessa qui est depuis en prison.
Après un an de tractations, le gouvernement Bernard Goumou est destitué à une semaine du déclenchement de la grève. Mais le mouvement syndical maintient la grève générale.

## Février 2024: grève générale
Le jeudi 22 février 2024, l'avis de grève est déposé et les travailleurs sont appelés à rester à la maison.
Les revendications sont :
1. La libération immédiate et sans condition du Secrétaire Général du Syndicat des Professionnels de la presse de Guinée - SPPG Sékou Jamal Pendessa ;
2. La révision à la baisse du prix des denrées alimentaires de première nécessité ;
3. L’application intégrale du protocole d’accord tripartite signé à la date du 15 novembre 2023[2] ;
4. L’application intégrale du protocole d’accord sectoriel de l’éducation signé le 27 octobre 2023[1];
5. La levée de la restriction de l’Internet et la libération des ondes des médias.

Plus loin, le mouvement syndical guinéen dit qu’il se réserve le droit de porter plainte auprès de toutes les institutions onusiennes et internationales de droits de l’homme et du droit syndical.
Le Mouvement Syndical Guinéen a demandé à toutes ses structures syndicales de base d’observer scrupuleusement le mot d’ordre de Grève jusqu’à la résolution des différents points inscrits dans son préavis.
À 24 h de la manifestation, dans la nuit du 24 février 2024, le conseil national du dialogue (CNDS) invite les syndicalistes à une négociation le 25 février à 10h à son siège à Donka. Dans la matinée le mouvement syndical boycotte et maintient la grève.
La première journée de manifestation a été suivie dans l'ensemble du territoire, au même moment des négociations ont lieu dans la journée entre le mouvement syndical et les religieux, puis le conseil national du dialogue (CNDS). À la suite de cette rencontre le mouvement syndical annonce que les deux rencontres n'ont été que des promesses et que la grève continue pour le 27 février 2024.
Dans la journée du 26 février, les activités économiques ont été paralysées dans plusieurs domaines notamment dans le commerce, les banques, les mines, l'enseignement, ou l'informel, en plus des manifestations ont lieu dans des quartiers de Conakry causant des dégâts matériels et la mort de deux personnes, il s'agit de Mamady Keita, âgé de 18 ans, élève en 10e année à Sonfonia et d'Ibrahima Touré, âgé de 19 ans, électricien de rallonge fabriquée localement à Hamdallaye.
Quant au conseil national des organisations de la société civile guinéenne CNOSCG et la confédération générale des entreprises de Guinée, ils appellent à privilégier le dialogue.
La grève s'est poursuivie les 27 et 28 février 2024. Dans la nuit du 27 février un nouveau premier ministre est nommé et dans la journée du 28 février le syndicaliste Sékou Jamal Pendessa est libéré après son jugement et dans la soirée le mouvement syndical a suspendu la grève et informe leurs disponibilité dès demain jeudi, 29 février 2024,.

## Couvertures médiatiques
L'ensemble des médias retirés des bouquets Canal+ et de StarTimes ont créé une édition spéciale pour dire Stop avec des plateaux spéciaux en direct dans la journée du 26 février 2024 dénommée les médias brouillés regroupant Djoma médias, Hadafos médias, Evasion Fm et FIM FM.